# Raketový útok na Kramatorsk v únoru 2015
Raketový útok na Kramatorsk se uskutečnil 10. února 2015, kdy za pomocí těžkého salvového raketometu BM-30 Směrč došlo k ostřelování vojenského letiště a obytných čtvrtí města Kramatorsk. V důsledku útoku zahynulo 17 lidí, dalších 60 lidí bylo zraněno.

## Průběh útoku
Dne 10. února 2015 počínaje od 11:51 místního času se uskutečnily dvě série výbuchů, přičemž interval mezi první a druhou sérií činil cca půlhodiny. Výbuchy se odehrály v důsledku ostřelování z těžkého salvového raketometu BM-30 Směrč. Samotné rakety byly vybaveny zakázanou kazetovou municí. Celkem bylo odpáleno 32 rakety, z nichž 18 zasáhly obytné čtvrti města, zatímco zbylých 14 raket dopadly na kramatorské vojenské letiště.

## Reakce a oběti
V důsledku ostřelování zahynulo 17 lidí, z nichž 9 byli vojáci ozbrojených sil Ukrajiny.
Hlavní vojenská prokuratura Ukrajiny v souvislosti s touto tragédií zahájila trestní řízení, v němž klasifikovala raketový útok na město jako teroristický útok.

## Pomník
Tři roky po útoku byl instalován pomník věnovaný obětem ostřelování jak v Kramatorsku, tak Mariopolu a Volnovaše. Pomník se skládá z prosklené krychle a uvnitř ní umístěné rakety BM-30. Kromě seznamu obětí je na krychli vytesán nápis „Kolik lidí ještě musí zahynout?“

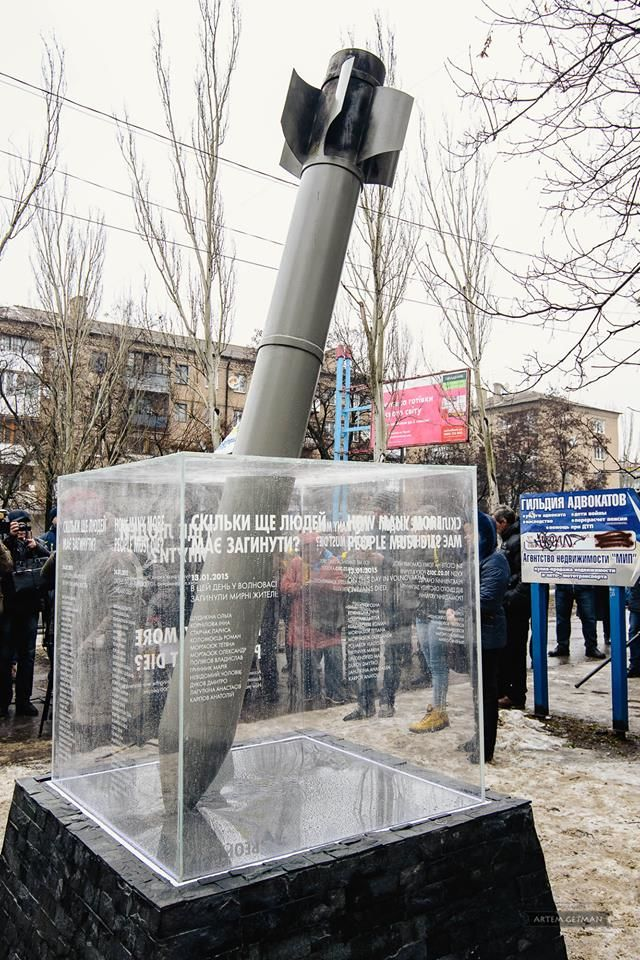
Pomník v Kramatorsku věnovaný obětem teroristických útoků ze strany tzv. DLR